# Ashland, Ohio
Ashland là một thành phố thuộc quận Ashland, tiểu bang Ohio, Hoa Kỳ. Năm 2010, dân số của thành phố này là 20362 người.

## Dân số
- Dân số năm 2000: 21249 người.
- Dân số năm 2010: 20362 người.